# Chresta
Chresta är ett släkte av korgblommiga växter. Chresta ingår i familjen korgblommiga växter.
Kladogram enligt Catalogue of Life:
| Chresta | \| \| Chresta angustifolia \| \| \| \| \| \| Chresta curumbensis \| \| \| \| \| \| Chresta exsucca \| \| \| \| \| \| Chresta harleyi \| \| \| \| \| \| Chresta hatschbachii \| \| \| \| \| \| Chresta martii \| \| \| \| \| \| Chresta pinnatifida \| \| \| \| \| \| Chresta plantaginifolia \| \| \| \| \| \| Chresta pycnocephala \| \| \| \| \| \| Chresta scapigera \| \| \| \| \| \| Chresta souzae \| \| \| \| \| \| Chresta sphaerocephala \| \| \| \| |
|         | \| \| Chresta angustifolia \| \| \| \| \| \| Chresta curumbensis \| \| \| \| \| \| Chresta exsucca \| \| \| \| \| \| Chresta harleyi \| \| \| \| \| \| Chresta hatschbachii \| \| \| \| \| \| Chresta martii \| \| \| \| \| \| Chresta pinnatifida \| \| \| \| \| \| Chresta plantaginifolia \| \| \| \| \| \| Chresta pycnocephala \| \| \| \| \| \| Chresta scapigera \| \| \| \| \| \| Chresta souzae \| \| \| \| \| \| Chresta sphaerocephala \| \| \| \| |
|         | Chresta angustifolia |
|         | |
|         | Chresta curumbensis |
|         | |
|         | Chresta exsucca |
|         | |
|         | Chresta harleyi |
|         | |
|         | Chresta hatschbachii |
|         | |
|         | Chresta martii |
|         | |
|         | Chresta pinnatifida |
|         | |
|         | Chresta plantaginifolia |
|         | |
|         | Chresta pycnocephala |
|         | |
|         | Chresta scapigera |
|         | |
|         | Chresta souzae |
|         | |
|         | Chresta sphaerocephala |
|         | |

## Bildgalleri

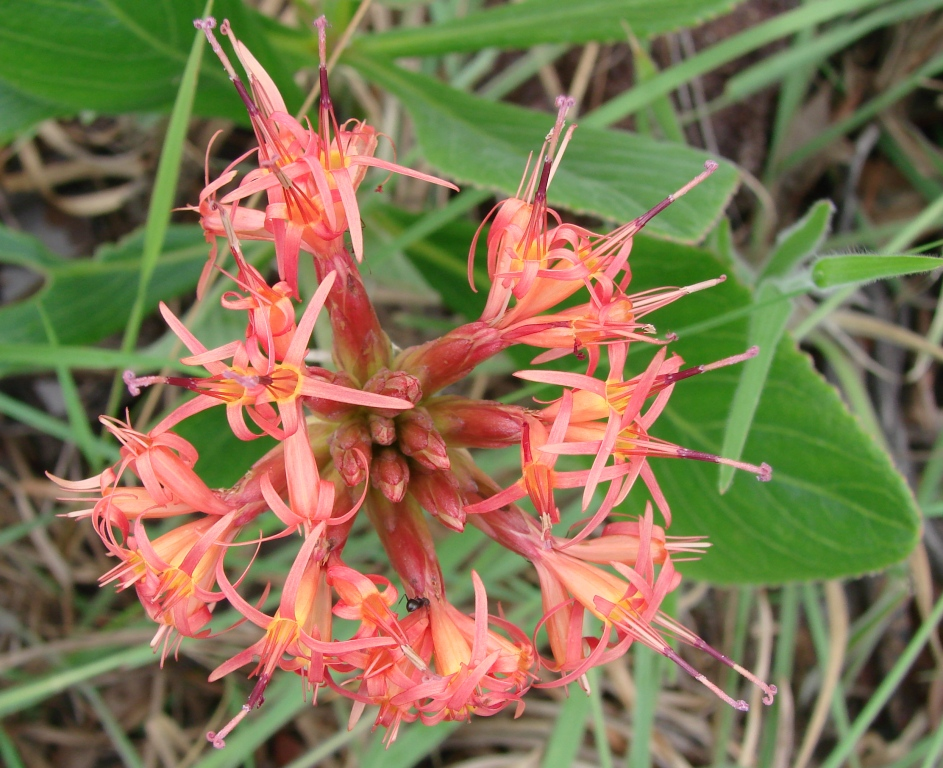
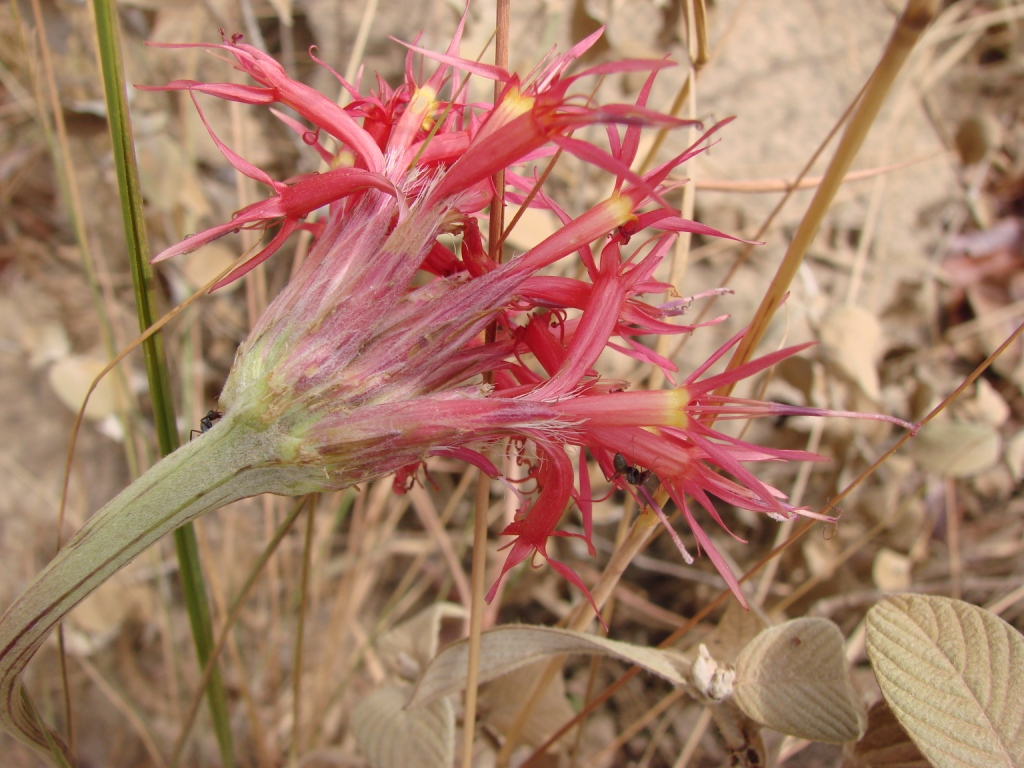
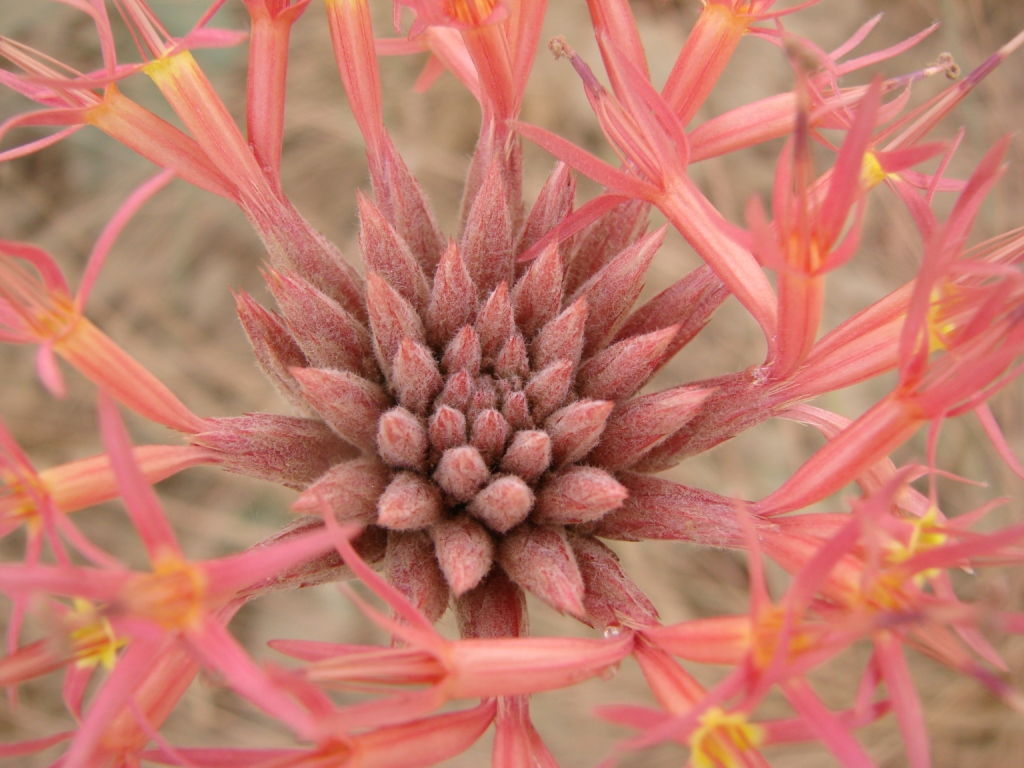
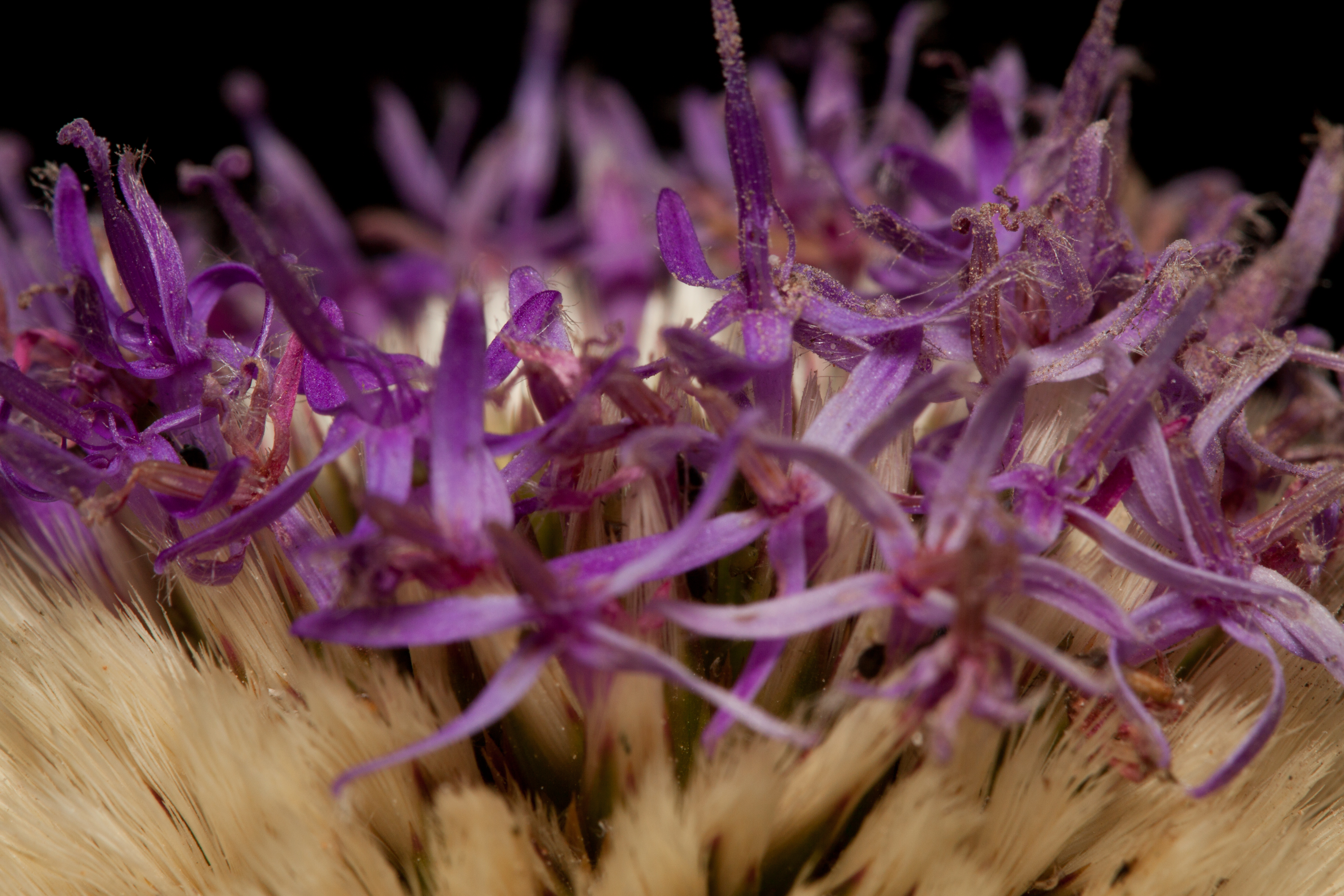
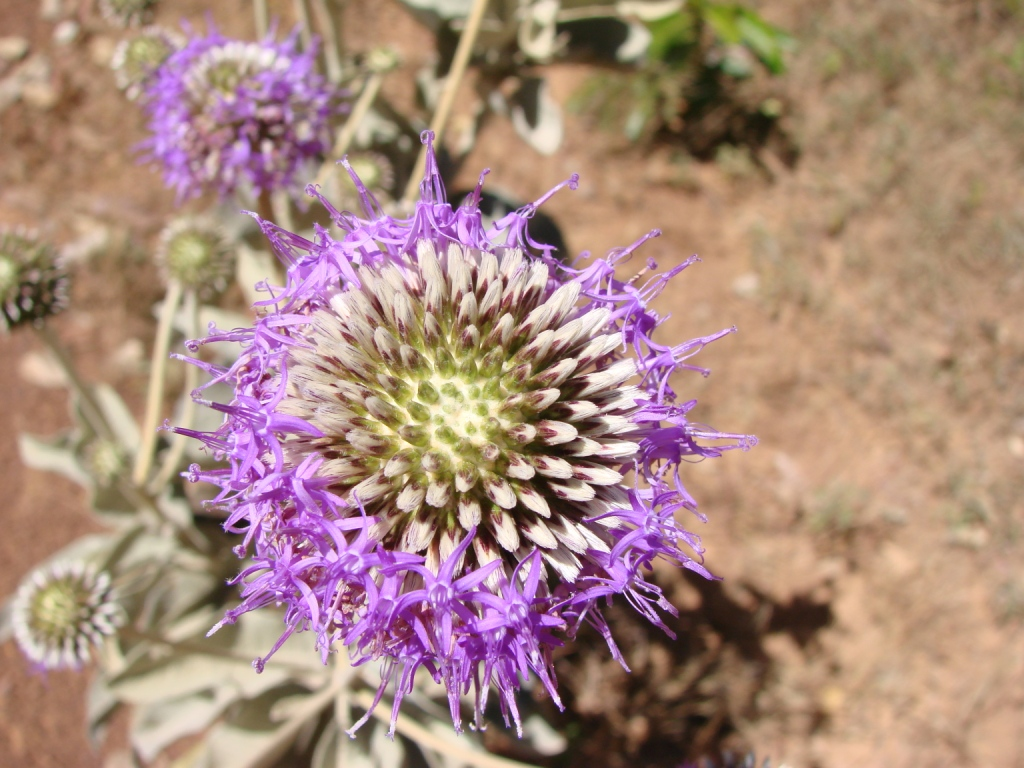